# 市田龍生都
市田 龍生都（いちだ りゅうと、2001年9月28日 - ）は、競輪選手、自転車競技選手。福井県坂井市出身。日本競輪選手会福井支部所属、ホームバンクは福井競輪場。日本競輪選手養成所（以下、養成所）第127期生。父は、師匠でもあり福井支部所属選手として初のGIタイトルホルダーとなった市田佳寿浩（76期）。

## 来歴
4人兄弟姉妹の次男として誕生。小学校までは水泳を、中学では陸上競技に取り組む。中学2年生の時に、のち進学することになる、県下の自転車強豪校である福井県立科学技術高等学校の練習に参加したことをきっかけに、高校から本格的に自転車競技を始める。
科学技術高等学校在学中の2018年にインターハイ自転車競技男子1000mタイムトライアルを制覇、さらに地元開催であった福井国体少年男子1000mタイムトライアルを決勝戦1分4秒942の大会新記録で制し、二冠を達成。高校在学中は、将来の自転車競技トラック種目日本代表候補として日本自転車競技連盟からジュニア強化指定を受けた。
高校卒業後の進路を考えているときに、父親から「市田佳寿浩という選手を見てきたぶん、『覚悟』がないなら（競輪選手になることは）ちょっとやめておきなさい。自転車をしたいなら大学に行きなさい」と諭されたことや、当時の自身にはその『覚悟』がなかったこともあり、高校卒業後は中央大学法学部に進学。ただ、大学進学後も自転車競技は続け、大学3年生の2022年は全日本大学対抗選手権自転車競技大会チームスプリント・ケイリン・1000mタイムトライアルで優勝、4年生となった2023年は全日本自転車競技選手権大会トラック・レース（エリート）1000mタイムトライアル、全日本学生選手権トラック自転車競技大会1000mタイムトライアルで優勝した。
大学3年生の一時期、ナショナルチームに在籍。学連のトップ選手になれたタイミングで、以前父から問われた『覚悟』が芽生えたことで、競輪選手になることを決意。2024年1月18日、日本競輪選手養成所第127回選手候補生入所試験技能試験を受験し合格、同年5月に養成所に入所。
養成所所長の滝澤正光からは「完成品」「脇本雄太2世」と評されているほど期待されており、在所中はHPD教場で鍛え上げられる。「（競輪学校在校成績1位だった）父を超える（早期卒業する）」ことを目標に練習に励み、第1回記録会では400mタイムトライアルで養成所新記録を輩出するなどゴールデンキャップを獲得しただけでなく、同記録会で出したタイムが早期卒業要件を満たしたとして養成所から養成所早期卒業候補者に認定された。同年9月の第2回記録会でも連続でゴールデンキャップを獲得。さらに、養成所に在所しながら再度ナショナルチームにも加入。同年12月に早期卒業が認められ、養成所史上5人目となる早期卒業者となった。12月23日に早期卒業証書授与式が行われ一足先に養成所を卒業、同日競輪選手として登録された。
2025年1月4日、松戸FII（ナイター）でデビュー。デビュー戦は2着に9車身をつける圧勝であった。デビュー場所は3日間とも1着で、初優勝を完全優勝で飾った。ただ、次戦の大垣FIIでは決勝で3着に敗れてしまい、デビューからの連勝は5で止まった。仕切り直しとなった次戦の松阪では予選・準決勝を1着で勝ち上がるも決勝は当日欠場してしまう。その後、4月27日の函館FIIで3開催連続完全優勝し、翌28日付でA級2班へ特別昇班を果たした。A級2班となってからも連勝を続け、7月7日の岸和田FIIで3場所連続完全優勝を達成（この時点で18連勝）、翌8日付でS級2班への特別昇級を果たした。